# San Juan (Metro Manila)
San Juan City (Filipino Lungsod ng San Juan ‚Stadt San Juan‘) ist eine Stadt auf der nördlichen philippinischen Insel Luzon. Sie ist Teil der Metropolregion Manila. Vor dem Zusammenschluss der Metropolregion war sie Teil der Provinz Rizal. Sie ist die flächenkleinste der 16 Städte, die neben der Hauptstadt selbst, die Metro Manila bilden.

## Barangays
Die Stadt San Juan ist politisch in 21 Barangays (Ortsteile) unterteilt.
- Addition Hills
- Balong-Bato
- Batis
- Corazon De Jesus
- Ermitaño
- Halo-halo (St. Joseph)
- Isabelita
- Kabayanan
- Little Baguio
- Maytunas
- Onse
- Pasadeña
- Pedro Cruz
- Progreso
- Rivera
- Salapan
- San Perfecto
- Santa Lucia
- Tibagan
- West Crame
- Greenhills

## Partnerstädte
San Juan unterhält eine Partnerschaft mit Santa Barbara in Kalifornien (Vereinigte Staaten).

## Hochschulen
- Polytechnic University of the Philippines